# Língua manjaca
A língua manjaca (também conhecida como mandjak, mandyak; manjak, njak ou kanyop) é uma língua bak falada na Guiné-Bissau, no Senegal e na Gâmbia.
Em 2006, o número total de falantes do manjaco foi estimado em 315.300, incluindo 184 mil na Guiné-Bissau, 105 mil no Senegal e 26.300 na Gâmbia.